# Lehatt
Lehatt är ett naturreservat i Arvidsjaurs kommun i Norrbottens län.
Området är naturskyddat sedan 1997 och är 1,5 kvadratkilometer stort. Reservatet omfattar en del av berget med detta namn och dess sluttningar åt norr och söder. Reservatet består främst av ett område som brann 1901 och där skogen innehåller gott om björk. 